# 新竹縣政府
24°49′37″N 121°00′46″E / 24.826921°N 121.012895°E
新竹縣政府是中華民國臺灣省新竹縣最高層級的地方自治行政機關，並同時負責執行中央機關委辦事項，新竹縣的自治監督機關現為行政院各部會（主要是內政部）。新竹縣政府也是轄下各鄉、鎮、市的地方自治監督機關。

## 組織架構
新竹縣政府的組織基準法為《新竹縣政府組織自治條例》，設有15個所屬一級單位，7個所屬一級機關，20個府內二級單位。
一級機關
- 新竹縣政府警察局
- 新竹縣政府衛生局
- 新竹縣政府環境保護局
- 新竹縣政府消防局
- 新竹縣政府文化局
- 新竹縣政府稅務局
- 新竹縣政府教育局

一級單位
- 新竹縣政府民政處
- 新竹縣政府財政處
- 新竹縣政府產業發展處
- 新竹縣政府工務處
- 新竹縣政府新聞處
- 新竹縣政府農業處
- 新竹縣政府社會處
- 新竹縣政府勞工處
- 新竹縣政府原住民族行政處
- 新竹縣政府地政處
- 新竹縣政府交通旅遊處
- 新竹縣政府行政處
- 新竹縣政府人事處
- 新竹縣政府政風處
- 新竹縣政府主計處

各級學校、幼兒園
- 新竹縣立各高級中學（2校）
- 新竹縣立各國民中學（28校）
- 新竹縣各國民小學（83校）
- 新竹縣立竹東幼兒園

縣營事業機構
私法人
- 新竹瓦斯股份有限公司
- 新竹縣地方產業股份有限公司
- 新竹肉品市場股份有限公司

## 外部連結
- 新竹縣政府 （页面存档备份，存于）（繁體中文）（英文）
- 新竹縣ing的Facebook專頁（繁體中文）
- 新竹縣政府社區公共托育家園的Facebook專頁（繁體中文）
- YouTube上的新竹縣政府頻道（繁體中文）